# NGC 6427
NGC 6427 = NGC 6431 ist eine 13,4 mag helle, linsenförmige Galaxie vom Hubble-Typ E-S0 im Sternbild Herkules.
Sie wurde am 2. Juli 1864 von Albert Marth entdeckt.
Auf Grund einer falschen Identifikation des Leitsternes führte die Beobachtung von Édouard Stephan am 23. Juni 1870 unter NGC 6431 zu einem zweiten Eintrag im Katalog.